# Potok Smagowski
Potok Smagowski – potok, lewy dopływ potoku Mogielica. Wypływa na północno-wschodnich stokach góry Świerczek w Beskidzie Wyspowym. Cała jego zlewnia znajduje się w obrębie wsi Słopnice w województwie małopolskim, w powiecie limanowskim, w gminie Słopnice.
Na topograficznej mapie Geoportalu ma nazwę także Smagoski. Wypływa w porośniętym lasem leju źródliskowym na wysokości około 800 m. Spływa w kierunku północno-wschodnim. Po opuszczeniu lasu przepływa przez pola uprawne i w zabudowanym rejonie osiedla Smagówka uchodzi do Mogielicy. Następuje to na wysokości około 540 m.
Brzegi jego koryta na całej długości porośnięte są drzewami. Zlewnia to głównie niezabudowane obszary lasu i pól uprawnych, zabudowany jest tylko rejon ujścia potoku. Deniwelacja potoku wynosi 260 m, średni spadek 20,6%. Nie ma żadnego dopływu.